# てんたま。
『てんたま。』は、豊田アキヒロ（現：トイシキ）による日本の4コマ漫画作品。『まんがホーム』（芳文社）にて2007年2月号より2009年9月号まで連載。
突然空から降ってきた天使・るーと居候先の少年・そーやを中心とした、ゆるくボケボケな日常を描いたギャグ漫画。

## 登場人物
るー
ヒロイン。天界からやってきた天使のたまご（タイトルの由来でもある）。幼い外見に大きなリボンと2つのポニーテールが特徴的。もともとは翼も生えていたが、下界落下時のショックで折れてしまう。見た目通りに性格も幼く、純真で騙されやすい。一方でませたところもあり、大人ぶってみせる場面もあるが、ボケボケな性格のため結局そーやには子供扱いされている。幼いことと天使であるためか人間界の一般常識には疎く、やや世間知らずな面がある。「そーやを幸せにする」という目標を持っている。
彼女の正体は亡くなったそーやの姉。自分の死後、天涯孤独になってしまった弟を思い天界で毎日泣いて暮らしていたことから、「そーやから自分の記憶を消す」「子供の姿になる」「一定期間が過ぎたら天界に帰る」という条件で地上に降りることを許された。
そーや（海上 宗也）
るーの居候先の少年。中学生。クールな性格でるーのボケに度々突っ込みを入れている。小学校の修学旅行期間中に起こった事故で一家全員を亡くし、るーと出会うまでは1人で暮らしていた。そのため笑顔を無くしていたが、るーと出会ってからは笑顔を見せるようになったと言われる。料理の腕前は天才的。事故で亡くした一家には姉がいたが、その記憶はそーやにはあまり残っていないらしい。その姉の写真の姿はるーとそっくりで…。
ふたは（二葉）
そーやの隣の家に住む女の子。そーやのことが好き。しばしばそーやのために料理を作っておすそわけしている。得意料理は煮物、苦手な料理は煮物以外。ちょっと太めなのを気にしてダイエットに勤しんでおり、彼女の前で体重の話題は禁句である。るーは「そーやの姉」と教えられている（ただしそーやが一度だけ「るーは天使だ」と教えたものの、まるで信じていなかった）。
ふたはの母
ふたはがそーやに気があることを見抜いており、影から彼女を見守っている。
みどり（朝竹翠）
るーのクラスメートである女の子。クラス委員長であり、通称は「いいんちょー」。身長が非常に高い。るーに萌えている。るーが天使であることを見抜いているが、彼女の正体はるーと同じ天使で、天界でも「いいんちょー」的立場。るーを見守る為に自分も地上に降り、中学生に扮した。お正月には巫女のアルバイトをしている。
そーやの伯父（氏名は不詳）
そーやの母の弟で、ひとりになってしまったそーやの生活を援助している。職業は小説雑誌の編集者だが、その雑誌は自らの性癖である「少年愛」専門。そーやを溺愛し、ふたはに対して勝手にライバル心を燃やす。